# Хьюм, Коспатрик Александр, 11-й граф Хьюм
Коспатрик Александр Дуглас-Хьюм, 11-й граф Хьюм (англ. Cospatrick Alexander Douglas-Home, 11th Earl of Home; 27 октября 1799 — 4 июля 1881) — шотландский дворянин, британский дипломат и политик. Он носил титул учтивости — лорд Дангласс с 1799 по 1841 год.

## Происхождение и образование
Он родился 27 октября 1799 года в Далкейт-Хаусе, Мидлотиан (резиденция его деда по материнской линии). Старший сын Александра Хьюма, 10-го графа Хьюма (1769—1841). и леди Элизабет Скотт (? — 1837), дочери Генри Скотта, 3-го герцога Баклю. Он получил образование в колледже Крайст-Черч, Оксфорд.

## Карьера
С 1822 по 1823 год Хьюм служил атташе в Санкт-Петербурге, а с 1823 по 1827 год работал в Министерстве иностранных дел. В 1828—1830 годах — заместитель министра иностранных дел Великобритании в правительстве герцога Веллингтона.
21 октября 1841 года после смерти своего отца Коспатрик Дуглас-Хьюм унаследовал титулы 11-го графа Хьюма (Пэрство Шотландии), 11-го лорда Дангласса (Пэрство Шотландии) и 16-го лорда Хьюма (Пэрство Шотландии).
С 1842 по 1874 год — шотландский пэр-представитель в Палате лордов Великобритании.
11 июня 1875 года для него был создан титул барона Дугласа из Дугласа в графстве Ланаркшир (Пэрство Соединённого королевства), что давало ему и его потомкам автоматическое место в Палате лордов.
Генерал-майор (1859—1878) и генерал-лейтенант (1878—1881) Королевской роты лучников.

## Семья
4 декабря 1832 года лорд Хьюм женился на достопочтенной Люси Элизабет Монтегю-Скотт (14 ноября 1805 — 15 мая 1877), дочери Генри Монтегю-Скотта, 2-го барона Монтегю из Боутона, и достопочтенной Джейн Маргарет Дуглас, единственной дочери от первого брака Арчибальда Дугласа, 1-го барона Дугласа. Он принял дополнительную фамилию Дуглас, унаследовав обширные поместья Дуглас и Ангус. У супругов было пятеро детей
- Чарльз Александр Дуглас-Хьюм, 12-й граф Хьюм (11 апреля 1834 — 30 апреля 1918)[1], старший сын и преемник отца.
- Генерал-майор Достопочтенный Уильям Шолто Хьюм (25 февраля 1842 — 22 декабря 1916)[1]
- Леди Ада Хьюм (8 сентября 1846 — 1 июня 1932)[1]
- Подполковник Достопочтенный Коспатрик Хьюм (2 мая 1848 — 25 апреля 1912)[1]
- Достопочтенный Джордж Дуглас Хьюм (4 октября 1853 — 18 мая 1913)[1].

Графиня Хьюм умерла в мае 1877 года в возрасте 71 года. Лорд Хьюм скончался в Хирселе, Берикшир, в июле 1881 года в возрасте 81 года, и ему наследовал графский титул его старший сын Чарльз. Правнук 11-го графа Хьюма Алек Дуглас-Хьюм, 14-й граф Хьюм, был премьер-министром Великобритании с 1963 по 1964 год.